# 许敬
许敬（?—?），字鸿卿，汝南郡平舆县（今河南省平舆县）人，东汉司徒。
许敬在汉和帝与汉安帝时期作官，当窦宪、邓骘、阎显权势鼎盛之时，他无所畏服。三家垮台后，许多士大夫都有污点，唯独许敬没有遭到非议。因此，时人都很敬佩他。官居光祿勳。汉顺帝永建二年（127年）七月初九，太尉朱宠和司徒朱伥，都被免官。七月廿七日，擢升太常刘光为太尉、录尚书事，许敬为司徒。永建四年（129年）十一月二十日，许敬因为凌侮使官被免职，以千石俸禄归养终老。。《真诰》卷二十说许敬担任司徒期间已经是百岁高龄。

## 家庭成员

### 父輩
- 許簹

### 己輩
- 許某，許劭的祖父[4]

### 子輩
- 许训，許敬之子[3]
- 許光，許敬第五子[5]

### 孫輩
- 许相，許訓之子[3]
- 許闕，許光第二子[5]
- 許靖，許劭堂兄、許瑒堂弟[3]
- 許虔，許劭之兄[6]
- 許劭，許靖堂弟[3]《真誥》注誤作許謐的六世族祖，應是許謐的五世族祖
- 許瑒，許靖堂兄[3]

### 曾孫輩
- 許休，許闕第三子[5]
- 許晏，許謐的族曾祖父[3]
- 許欽，許靖之子
- 許混，許劭之子[7]

### 玄孫輩
- 許尚，許休長子[5]
- 許游，許欽之子

### 來孫輩
- 許副，許尚第三子[5]
- 許朝，許副之弟[5]

### 晜孫輩
- 許奮，許副長子[5]
- 許照，許副第二子[5]
- 許群，許副第三子[5]
- 許邁，許副第四子[5]
- 許謐，許副第五子[5]
- 許茂玄，許副第六子[5]
- 許礭，許副第七子[5]
- 許靈寶，許副第八子[5]
- 許姜，許副長女[5]
- 許娥皇，許副第二女[5]
- 許修容，許副第三女[5]
- 許暉容，許副第四女[5]